# Tim Coleman (Fußballspieler, 1881)
John George „Tim“ Coleman (* 26. Oktober 1881 in Kettering; † 20. November 1940) war ein englischer Fußballspieler.

## Leben und Karriere
Seine Karriere begann Coleman bei Kettering Town und Northampton Town. 1902 unterschrieb er einen Vertrag beim FC Arsenal. Sein Debüt für die Gunners machte Coleman gegen Preston North End am 6. September 1902. 1904 stieg er mit dem FC Arsenal in die höchste englische Spielklasse auf. Nach finanziellen Problemen des FC Arsenal wechselte Coleman 1907 für eine Ablösesumme von 700 Pfund zum FC Everton. Nach seinem eineinhalb Jahren beim FC Everton spielte Tim Coleman noch beim AFC Sunderland (1910–1911), FC Fulham (1911–1914) und Nottingham Forest (1914–1915). International wurde er ein Mal für England eingesetzt. Coleman spielte am 16. Februar 1907 gegen Irland. Aufgrund des Ersten Weltkrieges beendete der Engländer seine Profikarriere und spielte noch bei Amateurklubs wie Tunbridge Wells. Später arbeitete er noch als Trainer in den Niederlanden. Er starb 59-jährig im November 1940.